# The Don Killuminati: The 7 Day Theory
Killuminati: The 7 Day Theory a fost cel de-al cincilea și ultimul album de studio al lui Tupac Shakur sub noul nume de scenă Makaveli, terminat înainte de moarte sa și primul care a fost lansat postum. Albumul a fost terminat într-un total de șapte zile în timpul lunii august 1996. Versurile au fost scrise și compuse într-un total de trei zile, iar mixatul a mai durat patru zile. Acestea sunt printre ultimele melodii înregistrate înainte de a fi ucis pe 13 septembrie 1996.
Deși Killuminati: The 7 Day Theory a fost lansat două luni mai târziu după decesul său pe 5 noiembrie 1996 acesta nu este un album postum adevărat în modul în care sunt albumele lansate mai târziu, deoarece a terminat albumul înainte de moartea sa. A fost cel mai vândut album al lui vânzându-se în peste 28 de milioane de copii. Două luni mai târziu au fost vândute încă 5 milioane ajungându-se la un total de 33 de milioane de copii vândute în întreaga lume. 
În 2005, MTV.com a clasat Killuminati: The 7 Day Theory pe locul 9 pe lista celor mai bune albume hip hop a tuturor timpurilor și, în 2006, a recunoscut că este un clasic. Emoția și furia prezente pe album au fost admirate de către o mare parte a comunității hip-hop, inclusiv alți rapperi. Albumul a ajuns pe locul unu în topul Billboard Top R&B/Hip-Hop Albums și în Billboard 200.

## Ordinea pieselor
| #  | Titlu                               | Durată | Compozitori                                                                                        | Producători                                                                                           | Artiști                                        | Mostre |
| -- | ----------------------------------- | ------ | -------------------------------------------------------------------------------------------------- | --- | ---------------------------------------------- | --- |
| 1  | "Intro/Bomb First (My Second Reply) | 4:57   | T. Shakur (as Makaveli) Big D Malcolm Greenidge Rufus Cooper                                       | Big D Makaveli Tommy "D" Daugherty Lance Pierre Justin Isham                                          | E.D.I. Mean Young Noble                        | |
| 2  | "Hail Mary"                         | 5:09   | Makaveli Fetal Embrace Yafeu Fula Marika Kastrouni Joe Paquette Tyrone Wrice R. Cooper             | Hurt-M-Badd Tommy "D" Daugherty Lance Pierre Justin Isham                                             | Kastro Prince Ital Joe Yaki Kadafi Young Noble | |
| 3  | "Toss It Up"                        | 5:06   | Makaveli Aaron Hall Danny Boy Demetrius Shipp Cedric "K-Ci" Hailey Joel "JoJo" Hailey Reggie Moore | Demetrius Shipp Reggie Moore                                                                          | Aaron Hall Danny Boy K-Ci & JoJo               | - Contains a sample of "Blind Man Can See It" by James Brown - Contains an interpolation of "No Diggity" by BLACKstreet |
| 4  | "To Live & Die in L.A."             | 4:33   | Makaveli Val Young                                                                                 | QDIII                                                                                                 | Val Young                                      | - Contains a sample of "Do Me, Baby" by Prince                                                                          |
| 5  | "Blasphemy"                         | 4:38   | Makaveli J. Paquette T. Wrice                                                                      | Hurt-M-Badd Tommy "D" Daugherty Lance Pierre Justin Isham                                             | Prince Ital Joe Jamala Lesane                  | |
| 6  | "Life of an Outlaw"                 | 4:55   | Makaveli Big D M. Greenidge Marika Kastrouni Mutah Beale R. Cooper                                 | Darryl Big D Makaveli Tommy "D" Daugherty Lance Pierre Justin Isham                                   | Young Noble E.D.I. Mean Kastro Napoleon        | |
| 7  | "Just Like Daddy"                   | 5:08   | Makaveli M. Greenidge T. Wrice Y. Fula R. Cooper                                                   | Hurt-M-Badd                                                                                           | E.D.I. Mean Yaki Kadafi Young Noble Val Young  | |
| 8  | "Krazy"                             | 5:15   | Makaveli Jamarr Stamps D. Harper                                                                   | Big D Lance Pierre Kevin Lewis                                                                        | Bad Azz Kevin Lewis                            | |
| 9  | "White Man'z World"                 | 5:38   | Makaveli D. Harper                                                                                 | Big D Tommy "D" Daugherty Lance Pierre Justin Isham                                                   | Big D                                          | |
| 10 | "Me and My Girlfriend"              | 5:10   | Makaveli D. Harper T. Wrice                                                                        | Darryl "Big D" Harper Hurt-M-Badd Makaveli Producție de Tommy "D" Daugherty Lance Pierre Justin Isham | The Lady of Rage                               | |
| 11 | "Hold Ya Head"                      | 3:58   | Makaveli T. Wrice                                                                                  | Hurt-M-Badd Tommy "D" Daugherty Lance Pierre Justin Isham                                             | Hurt-M-Badd                                    | |
| 12 | "Against All Odds"                  | 4:36   | Makaveli T. Wrice                                                                                  | Hurt-M-Badd Makaveli Tommy "D" Daugherty Lance Pierre Justin Isham                                    |                                                | - Conține o mostră din „Skin I'm In” de Cameo și The Francis Ford Coppola 1972 "God Father" Classic                     |

## Piese nefolosite
- Black Jesuz (Lansat pe Still I Rise)
- Friendz aka Fuck Friends (Lansat pe Until The End Of Time)
- Killuminati (Remixată Still I Rise)
- Lost Souls  (Lansat pe Gang Related: The Soundtrack)
- Niggaz Nature Aka Thug Nature (Remixată Until The End Of Time)
- Watch Ya Mouth (Nelansată)
- When Thugz Cry (Remixată pe Until The End Of Time)

## Poziția albumului în topuri
| Top                    | Poziția |
| ---------------------- | ------- |
| Australian Charts      | #37     |
| Billboard 200          | #1      |
| Deutsch Charts         | #76     |
| Dutch Charts           | #61     |
| New Zealand Charts     | #17     |
| Top R&B/Hip Hop Albums | #1      |
| Swedish Charts         | #28     |
| UK Charts              | #53     |